# Lutueng
Lutueng is een bestuurslaag in het regentschap Pidie van de provincie Atjeh, Indonesië. Lutueng telt 1624 inwoners (volkstelling 2010).